# Bnej Dror
Bnej Dror (hebrejsky בְּנֵי דְּרוֹר, doslova „Synové svobody“, v oficiálním přepisu do angličtiny Bene Deror, přepisováno též Bnei Dror) je vesnice typu mošav v Izraeli, v Centrálním distriktu, v Oblastní radě Lev ha-Šaron.

## Geografie
Leží v nadmořské výšce 64 metrů v hustě osídlené a zemědělsky intenzivně využívané pobřežní nížině, respektive Šaronské planině, nedaleko od kopcovitých oblastí podél Zelené linie oddělujících vlastní Izrael v mezinárodně uznávaných hranicích od okupovaného Západního břehu Jordánu.
Obec se nachází 7 kilometrů od břehu Středozemního moře, cca 24 kilometrů severovýchodně od centra Tel Avivu, cca 62 kilometrů jižně od centra Haify a 8 kilometrů jihovýchodně od města Netanja. Bnej Dror obývají Židé, přičemž osídlení v tomto regionu je etnicky převážně židovské. Pouze cca 5 kilometrů jihovýchodně odtud leží ovšem město Tira, které je součástí pásu sídel obývaných izraelskými Araby - takzvaný Trojúhelník.
Bnej Dror je na dopravní síť napojen pomocí místní silnice číslo 553, která se západně od vesnice kříží se severojižní dálnicí číslo 4.

## Dějiny
Bnej Dror byl založen v roce 1946. Ke zřízení osady došlo 12. května 1946. Zakladateli vesnice byli židovští veteráni britské armády. Šlo o starousedlé hebrejsky mluvící Židy z mandátní Palestiny. Ti od roku 1941 sloužili v britské armádě, nejprve v Egyptě, pak v Tripolsku a Itálii. Zde se rozhodli po válce zůstat spolu a založit vlastní osadu, která by kombinovala zemědělství a řemeslnou výrobu. Koncem války utvořili v Neapoli přípravnou skupinu. Roku 1946 se pak rozhodli pro tento region poblíž Tel Mond. 12. května 1946 se zde usadili v provizorním táboře zvaném Gan Eden (גן עדן) - ráj. Zástavba sestávala ze dvou přístřešků a několika stanů.
Během války za nezávislost v květnu 1948 probíhaly v tomto regionu boje, v nichž střediskem arabských sil byla vesnice Tira. Bojů v okolí Tiry se účastnili i obyvatelé z Bnej Dror a někteří z nich tu padli. V průběhu války musely být děti a ženy kvůli opakovanému ostřelování mošavu evakuovány.
Koncem 40. let měl mošav rozlohu katastrálního území 500 dunamů (0,5 kilometru čtverečního). Správní území mošavu dosahuje v současnosti 3200 dunamů (3,2 kilometru čtverečního). Místní ekonomika je založena na zemědělství (pěstování citrusů) a průmyslu.
Západně od vesnice při dálnici 4 leží komplex se sídlem úřadů Oblastní rady Lev ha-Šaron a s obchodní zónou.

## Demografie
Podle údajů z roku 2014 tvořili naprostou většinu obyvatel v Bnej Dror Židé (včetně statistické kategorie "ostatní", která zahrnuje nearabské obyvatele židovského původu ale bez formální příslušnosti k židovskému náboženství).
Jde o menší sídlo vesnického typu s dlouhodobě výrazně rostoucí populací. K 31. prosinci 2014 zde žilo 1236 lidí. Během roku 2014 populace stoupla o 2,2 %.
| Rok            | 1948 | 1961 | 1972 | 1983 | 1995 | 2001 | 2003 | 2004 | 2005 | 2006 | 2007 | 2008 | 2009 | 2010 | 2011 | 2012 | 2013 | 2014 |
| -------------- | ---- | ---- | ---- | ---- | ---- | ---- | ---- | ---- | ---- | ---- | ---- | ---- | ---- | ---- | ---- | ---- | ---- | ---- |
| Počet obyvatel | 85   | 230  | 221  | 256  | 303  | 737  | 965  | 1117 | 1156 | 1161 | 1199 | 1236 | 1171 | 1174 | 1262 | 1222 | 1209 | 1236 |